# جمیل حسنلی
جمیل پولادخان اوغلو حسنلی (به ترکی آذربایجانی: Cəmil Poladxan Həsənli) (متولد ۱۵ ژانویه ۱۹۵۲) مورخ آذربایجانی، مشاور سابق رئیس‌جمهور آذربایجان، معاون سابق مجمع ملی آذربایجان، عضو کمیسیون ریاست جمهوری برای آموزش، عضو آکادمی ملی علوم آذربایجان است که بیش از همه برای آثارش در خصوص تاریخ جنگ سرد، مناطق قره باغ، نخجوان و عضویت در جامعه آمریکای شمالی مطالعات خاورمیانه از ۱۹۹۸ شهرت دارد. او در سال ۲۰۱۳ کاندید مخالفین دولت در انتخابات ریاست جمهوری آذربایجان است.

## زندگینامه
او در شهرستان بیله‌سوار (جمهوری آذربایجان)، متولد شد. در ۱۹۷۰ وارد دانشکده تاریخ دانشگاه دولتی باکو شد. در ۱۹۷۷ وارد دوره دکترای دانشگاه دولتی باکو شد و در زمینه تاریخ اروپا و آمریکا تحصیل کرد. از ۱۹۸۰ همانجا به عنوان دانشیار و استاد مشغول به کار شد. در ۱۹۸۴ از پایان‌نامه با موضوع روابط شوروی-آمریکا دفاع کرد و پی اچ دی گرفت. در ۱۹۹۲ از پایان‌نامه با موضوع «جمهوری آذربایجان در نظام روابط بین‌الملل» دفاع کرد و دانشیار شد.
بین ۱۹۹۲-۱۹۹۴ رئیس دانشکده تاریخ مدرن و نوین اروپا و آمریکا بود. اکنون استاد دانشکده‌است. در ۱۹۹۳ مشاور رئیس‌جمهور آذربایجان بود. او مؤلف ۱۵ کتاب و جزوه و بیش از ۱۰۰ مقاله‌است که در آذربایجان، آمریکا و... منتشر شده‌اند.